# District de Grenade
Le district de Grenade est une ancienne division territoriale française du département de la Haute-Garonne de 1790 à 1795.
Il était composé des cantons de Grenade, Beaumont, Cadours, Saint Nicolas, et Verdun.